# Sinodia
Sinodia (en húngaro: Szünadéné) (13 de mayo de 1058 – 20 de diciembre de 1082) reina consorte de Hungría, esposa del rey Géza I de Hungría.

## Biografía
Sinodia nació el 12 de mayo de 1058 del noble bizantino Sidonio Teodoro y de su esposa frigia de nombre desconocido. Cuando el aún príncipe Géza venció a los ejércitos bizantinos en Belgrado en 1073 y permitió que los soldados enemigos regresasen a casa, a manera de agradecimiento el emperador bizantino Miguel VII Ducas le envió la hija de la hermana mayor de su comandante militar Nicéforo Botaniates. De esta manera, el 2 de agosto de 1072 Géza tomó por esposa a Sinodia, sobrina de Nicéforo (quien posteriormente será también emperador bizantino). Sinodia se volvió la segunda esposa de Géza y de este matrimonio solo nació una hija, Catalina (Esztergom 1076 - Constantinopla 4 de junio de 1122).
Sinodia murió el 20 de diciembre de 1082 cerca de 5 años después que su esposo y fue enterrada en Székesfehérvár.
| Predecesor: Sofía de Looz | Reina consorte de Hungría 1075-1077 | Sucesor: Adelaida de Rheinfelden |